# Arisaema mildbraedii
Arisaema mildbraedii là một loài thực vật có hoa trong họ Ráy (Araceae). Loài này được Engl. mô tả khoa học đầu tiên năm 1907-1908 publ. 1910.